# Diócesis de Litoměřice
La diócesis de Litoměřice (en latín: Dioecesis Litomericen(sis) y en checo: Diecéze litoměřická) es una circunscripción eclesiástica latina de la Iglesia católica en la República Checa, sufragánea de la arquidiócesis de Praga. La diócesis tiene al obispo Jan Baxant como su ordinario desde el 4 de octubre de 2008.

## Territorio y organización
La diócesis tiene 9393 km² y extiende su jurisdicción sobre los fieles católicos de rito latino residentes en la región de Ústí nad Labem, la región de Liberec (excepto el distrito de Semily); en parte las regiones de Hradec Králové y Bohemia Central, y sólo marginalmente la región de Karlovy Vary.
La sede de la diócesis se encuentra en la ciudad de Litoměřice, en donde se halla la Catedral de San Esteban.
En 2019 en la diócesis existían 384 parroquias agrupadas en 10 vicariatos.

## Historia
La diócesis fue erigida el 3 de julio de 1655 con la bula Primitiva illa Ecclesia del papa Alejandro VII, obteniendo el territorio de la arquidiócesis de Praga.
El 31 de mayo de 1993 la diócesis cedió una parte de su territorio para la erección de la diócesis de Pilsen mediante la bula Pro supremi del papa Juan Pablo II. Al mismo tiempo, se revisaron sus fronteras con la cercana arquidiócesis de Praga mediante el decreto Maiori animarum de la Congregación para los Obispos.

## Estadísticas
De acuerdo al Anuario Pontificio 2020 la diócesis tenía a fines de 2019 un total de 161 464 fieles bautizados.
| Año                                                                             | Población            | Población | Población      | Sacerdotes | Sacerdotes    | Sacerdotes    | Bautizados por sacerdote | Diáconos permanentes | Religiosos | Religiosos | Parroquias |
| Año                                                                             | Bautizados católicos | Total     | % de católicos | Total      | Clero secular | Clero regular | Bautizados por sacerdote | Diáconos permanentes | Varones    | Mujeres    | Parroquias |
| ------------------------------------------------------------------------------- | -------------------- | --------- | -------------- | ---------- | ------------- | ------------- | ------------------------ | -------------------- | ---------- | ---------- | ---------- |
| 1948                                                                            | ?                    | 1 500 000 | ?              | 351        | 268           | 83            | ?                        |                      | 180        | 637        | 449        |
| 1970                                                                            | ?                    | 1 257 488 | ?              | 143        | 143           |               | ?                        |                      |            |            | 433        |
| 1980                                                                            | 929 000              | 1 378 000 | 67.4           | 209        | 144           | 65            | 4444                     |                      | 65         | 781        | 433        |
| 1990                                                                            | 984 000              | 1 473 000 | 66.8           | 170        | 123           | 47            | 5788                     |                      | 47         | 537        | 433        |
| 1999                                                                            | 279 392              | 1 310 476 | 21.3           | 134        | 87            | 47            | 2085                     | 11                   | 50         | 121        | 437        |
| 2000                                                                            | 278 121              | 1 310 476 | 21.2           | 124        | 81            | 43            | 2242                     | 11                   | 46         | 90         | 437        |
| 2001                                                                            | 278 100              | 1 310 476 | 21.2           | 127        | 90            | 37            | 2189                     | 10                   | 38         | 77         | 437        |
| 2002                                                                            | 189 200              | 1 310 476 | 14.4           | 119        | 82            | 37            | 1589                     | 13                   | 38         | 67         | 437        |
| 2003                                                                            | 277 736              | 1 335 154 | 20.8           | 143        | 96            | 47            | 1942                     | 14                   | 49         | 53         | 437        |
| 2004                                                                            | 276 000              | 1 335 154 | 20.7           | 144        | 101           | 43            | 1916                     | 13                   | 44         | 59         | 437        |
| 2013                                                                            | 162 800              | 1 344 000 | 12.1           | 113        | 73            | 40            | 1440                     | 16                   | 42         | 31         | 437        |
| 2016                                                                            | 163 000              | 1 347 000 | 12.1           | 111        | 73            | 38            | 1468                     | 18                   | 40         | 32         | 384        |
| 2019                                                                            | 161 464              | 1 363 000 | 11.8           | 113        | 79            | 34            | 1428                     | 14                   | 37         | 25         | 384        |
| Fuente: Catholic-Hierarchy, que a su vez toma los datos del Anuario Pontificio. |                      |           |                |            |               |               |                          |                      |            |            |            |

## Episcopologio
- Maxmilián Rudolf Schleinitz † (5 de julio de 1655-13 de octubre de 1675 falleció)
- Jaroslav František Ignác Šternberka † (22 de junio de 1676-12 de abril de 1709 falleció)
- Hugo František Königseggu † (26 de enero de 1711-6 de septiembre de 1720 falleció)
- Jan Adam Vratislav z Mitrovic † (24 de septiembre de 1721-1 o 2 de junio de 1733 falleció)
- Moritz Adolf Karl von Sachsen-Zeitz (Saský) † (1 de octubre de 1733-20 de junio de 1759 falleció)
- Emanuel Arnošt Valdštejna † (28 de enero de 1760-7 de diciembre de 1789 falleció)
- Ferdinand Kindermann † (29 de marzo de 1790-25 de mayo de 1801 falleció)
- Václav Leopold Chlumčanský † (29 de marzo de 1802-15 de marzo de 1815 nombrado arzobispo de Praga)
- Josef František Hurdálek † (18 de diciembre de 1815-18 de diciembre de 1822 renunció)
- Vinzenz Eduard Milde † (16 de mayo de 1823-24 de febrero de 1832 nombrado arzobispo de Viena)
- Augustin Bartoloměj Hille † (2 de julio de 1832-26 de abril de 1865 falleció)
- Augustin Pavel Wahala † (8 de enero de 1866-10 de septiembre de 1877 falleció)
- Antonín Ludvík Frind † (15 de mayo de 1879-28 de octubre de 1881 falleció)
- Emanuel Jan Schöbel, O.Cr. † (3 de julio de 1882-28 de noviembre de 1909 falleció)
- Josef Gross † (20 de abril de 1910-20 de enero de 1931 falleció)
- Antonin Alois Weber † (22 de octubre de 1931-10 de marzo de 1947 renunció[5])
- Štěpán Trochta, S.D.B. † (27 de septiembre de 1947-6 de abril de 1974 falleció)
  - Sede vacante (1974-1989)
- Josef Koukl † (26 de julio de 1989-24 de diciembre de 2003 retirado)
- Pavel Posád (24 de diciembre de 2003-26 de enero de 2008 nombrado obispo auxiliar de České Budějovice[6])[7]
- Jan Baxant, desde el 4 de octubre de 2008